# معمارية 12 بت
قد تكون أكثر وحدة المعالجة المركزية 12-بت شهرة هي PDP-8 وأسرتها. صممت بعدة مجسمات في شهر أغسطس من عام 1963 إلى منتصف عام 1990. وعدد من مبدلات التشابهي الرقمي (ADC) كانت 12-بت.
تحتوي 12 رقم ثنائي على 4096 (10000 أوكتات، 1000 هيكس ديسمل) مجموعة فريدة.